# バレリー・クドリンスキー
バレリー・インノケンチェビッチ・クドリンスキー（Валерий Иннокентьевич Кудринский、ラテン翻字の例：Valery Kudrinsky、1947年3月15日 - ）はロシアの水彩画家。
ロシア連邦ケメロヴォ州トレチャコヴォ村に生まれる。1968年クラスノヤルスク市スーリコフ記念美術大学卒業。ロシア連邦美術家同盟員。現在はクラスノヤルスク市に居住。
ロシア連邦功労芸術家（ru:Заслуженный художник Российской Федерации）。2007年赤ワインで絵を描いたことで有名になった。

## 作品
カトゥーン